# Lech Wałęsa
Pour les articles homonymes, voir Wałęsa.
 (novembre 2018).
Si vous disposez d'ouvrages ou d'articles de référence ou si vous connaissez des sites web de qualité traitant du thème abordé ici, merci de compléter l'article en donnant les références utiles à sa vérifiabilité et en les liant à la section « Notes et références ».
Lech Wałęsa prononcé en polonais : [ˈlɛx vaˈwɛ̃ŋsa] ), né le 29 septembre 1943 à Popowo (Pologne, alors sous domination allemande), est un syndicaliste et homme d'État polonais. Cofondateur du mouvement Solidarność, il est président de la république de Pologne de 1990 à 1995.
Électricien de formation, il travaille aux chantiers navals Lénine de Gdańsk, où il devient un militant syndical. Surveillé par le régime communiste alors en place, il est arrêté à plusieurs reprises.
En 1980, il joue un rôle déterminant dans les négociations qui conduisent à la conclusion de l'accord de Gdańsk entre les grévistes et le gouvernement. Il participe alors à la création de la fédération syndicale Solidarność (« Solidarité »), qui  compte jusqu' à dix millions d'adhérents.
Devenu une figure emblématique de la Pologne s'affranchissant de l'influence de l'URSS, il est récompensé par le prix Nobel de la paix en 1983. La réalité de son rôle d'opposant fait cependant par la suite l'objet de controverses.
En 1989, l'accord de la table ronde conduit à des élections semi-libres et à un gouvernement mené par Solidarność. L'année suivante, Lech Wałęsa remporte le second tour de l'élection présidentielle avec 74,3 % des voix face à l'homme d'affaires Stanisław Tymiński. Il devient ainsi le premier président polonais démocratiquement élu depuis 1926 et le premier à l'être au suffrage universel.
Durant son quinquennat, il conduit une rapide transition de la Pologne d'une économie collectiviste à une économie de marché. À l'international, il négocie l'adhésion de son pays à l'OTAN et à l'Union européenne, qui interviendra après sa présidence. Des divisions au sein de son camp l'affaiblissent, tout comme des doutes sur sa compétence et son caractère jugé grossier.
Briguant un second mandat en 1995, il est battu au second tour par le social-démocrate Aleksander Kwaśniewski, recueillant 48,3 % des suffrages exprimés. Candidat à l'élection présidentielle de 2000, il obtient seulement 1 % des voix. Il s'oppose ensuite aux gouvernements du parti Droit et justice.
Bien que son image se soit ternie en Pologne, notamment en raison d'accusations de collaboration avec le pouvoir communiste, il bénéficie encore d'une aura internationale. Il a reçu nombre de récompenses étrangères et l'aéroport de Gdańsk porte son nom.

## Biographie

### Jeunesse et formation
Lech Wałęsa naît à Popowo, dans le Reichsgau Danzig Westpreußen, alors occupé par l'Allemagne nazie. Son père, Bolesław Wałęsa (1908-1945), est un menuisier qui a été arrêté par les nazis et interné dans un camp de travail forcé à Młyniec (avant-poste du camp de concentration du Stutthof) avant la naissance de Lech Wałęsa ; rentré chez lui après la guerre, il meurt deux mois plus tard d'épuisement et de maladie. La mère de Lech Wałęsa est Feliksa Wałęsa (née Kamieńska ; 1916-1975), à qui il est attribué le mérite d'avoir façonné les convictions et la ténacité de son fils.
Lorsque Lech Wałęsa a neuf ans, Feliksa épouse son beau-frère, Stanisław Wałęsa (1916-1981), agriculteur. Lech Wałęsa a trois frères et sœurs aînés, Izabela (1934-2012), Edward (né en 1937) et Stanisław (né en 1939), ainsi que trois demi-frères plus jeunes, Tadeusz (né en 1946), Zygmunt (né en 1947) et Wojciech (1951–1988). En 1973, la mère et le beau-père de Lech Wałęsa émigrent aux États-Unis pour des raisons économiques. Ils vivent à Jersey City, dans le New Jersey, où Feliksa meurt dans un accident de voiture en 1975, et Stanisław d'une crise cardiaque en 1981. Tous deux sont enterrés en Pologne.
En 1961, Lech Wałęsa obtient un diplôme d'électricien qualifié à l'école primaire et professionnelle de Chalin et Lipno, deux villes voisines. Il travaille comme mécanicien automobile de 1961 à 1965, puis effectue son service militaire obligatoire de deux ans, atteignant le grade de caporal, avant de commencer à travailler le 12 juillet 1967 comme électricien au chantier naval de Lénine (Stocznia Gdańska im. Lenina), aujourd'hui Chantiers navals de Gdańsk (Stocznia Gdańska).

### Solidarność

#### Lancement

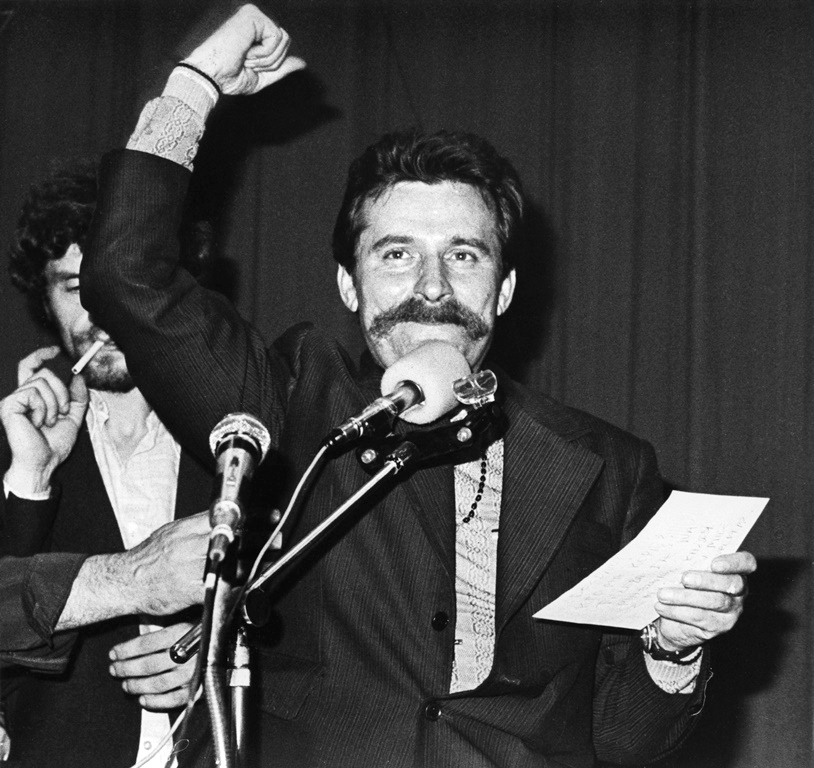
Lech Wałęsa en 1980.

En 1980, à la suite de la grève du chantier Lénine où il travaille, Lech Wałęsa obtient une augmentation de 1 500 zlotys pour ses collègues, mais il n'a rien demandé pour les ouvriers des chantiers de réparation de Gdynia ni pour les sous-traitants. Il interrompt la grève et demande aux ouvriers de retourner travailler. Anna Walentynowicz, ne comprenant pas qu'il ne profite pas de l'occasion exceptionnelle qui est offerte d'étendre les revendications à tous les employés du bassin de Gdańsk, demande alors aux 500 des 16 000 ouvriers restés pour l'écouter de continuer une grève de solidarité pour les ouvriers des autres chantiers. Le lendemain, 18 août 1980, les ouvriers du chantier Lénine décident de poursuivre la grève interrompue par Wałęsa. Dix des treize millions de travailleurs polonais suivront. Walesa prend la tête du mouvement et Solidarność est né.
Le dynamisme du mouvement l'a emporté. Lech Wałęsa, qui a fini par se rallier à l'avis des autres membres dirigeants de Solidarność, va participer aux négociations de la « table ronde » face au vice-premier ministre Mieczysław Jagielski (cet épisode est retranscrit dans le film de Wajda l'Homme de fer). Une stricte discipline est imposée aux grévistes : occupation des chantiers navals par les ouvriers, qui n'en sortent pas, interdiction de consommer de l'alcool sur les chantiers pour ne pas créer de désordres, chaque personne présente doit être reconnue par d'autres ouvriers pour éviter les provocateurs, se faire ravitailler par les familles des grévistes, faire intervenir des intellectuels (Bronisław Geremek et Tadeusz Mazowiecki) pour aider à négocier avec le pouvoir communiste, rester dans un cadre légal en utilisant toutes les possibilités offertes par la loi, enfin, internationaliser la crise en affichant des posters de Jean-Paul II sur les portes d'accès et les grilles, devant toutes les télévisions du monde. Le 31 août 1980, il signe l'accord de Gdańsk qui comprend 21 revendications dont des augmentations salariales, la semaine de travail de cinq jours, le droit de grève, l'autorisation de création de syndicats indépendants et la reconnaissance du syndicat Solidarność.

#### Meneur de grèves
Il est probable que son attitude modérée a favorisé des compromis qui n'auraient pas été possibles avec ses camarades beaucoup plus radicaux. Les accords obtenus lors de la « table ronde » ont abouti à une réforme en douceur de la Constitution, évitant ainsi des conflits violents entre la population et les services d'ordres. Il devient par la suite l'un des principaux interlocuteurs du général Wojciech Jaruzelski.
Des intellectuels comme Bronisław Geremek et Tadeusz Mazowiecki l'ont rejoint dès l'origine et l'ont aidé à négocier avec les communistes dès le mois d'août 1980 ; ils lui ont ainsi permis d'avoir une ambition et une carrure nationale. Ce mouvement se revendique pacifique, est basé sur la non-violence, symbole fort des années Wałęsa. Proche de l'Église catholique, Wałęsa s'efforcera de limiter le mouvement social en Pologne :

« L'Église nous conseille d'être toujours modérés, d'être conscients, de trouver un compromis…
C'est nous qui modérons les gens. C'est grâce à nous qu'on ne tire pas sur le pouvoir, si le pouvoir n'a pas encore été rejeté… Sans nous il y aurait déjà la révolte populaire. Et c'est d'ailleurs un pouvoir conscient des dimensions de la crise économique qui a permis peut-être la création de Solidarność en sachant que nous jouerions un rôle d'amortisseur raisonnable qui protégera même le pouvoir et le Parti contre la colère populaire »

— Wałęsa lors d'une réunion de Solidarność.
Lech Wałęsa est arrêté dans la nuit du 13 au 14 décembre 1981, et le syndicat Solidarność suspendu ; l'opinion mondiale craignit pour sa vie. Cependant, le général Jaruzelski eut la prudence de toujours le considérer comme un interlocuteur indispensable. En novembre 1982, en relation peut-être avec en URSS la mort de Léonid Brejnev et son remplacement par Iouri Andropov, il est libéré et rétabli aux chantiers navals de Gdańsk. Bien que placé sous surveillance, Lech Wałęsa réussit à maintenir le contact avec les dirigeants clandestins de Solidarność. Bien que la loi martiale ait été levée en juillet 1983, nombre de restrictions ont été maintenues. En octobre 1983, il reçoit le prix Nobel de la paix, mais il ne se rend pas à la cérémonie car il pensait ne pas pouvoir en revenir. C'est sa femme qui fera le déplacement et lira un discours sur les problèmes rencontrés en Pologne. Malgré les persécutions, il maintient constamment le dialogue avec le gouvernement : ainsi, en 1984, après l'assassinat du père Popieluszko, il sut contenir l'indignation nationale et permit au pouvoir communiste d'organiser un procès des assassins. Après l'échec du référendum de 1987, Wałęsa redevient l'interlocuteur privilégié du général Jaruzelski et propose un compromis consistant à rétablir le pluralisme syndical, donc la légalisation de Solidarność, et en reportant le rétablissement du pluralisme politique, qui « peut attendre un peu ». Cet accord, accepté par le pouvoir, permettra le compromis du printemps 1989 par lequel le parlement, composé de deux chambres, Sénat et Diète (Sejm) serait élu au suffrage pluraliste, étant convenu que le Parti communiste se réservait les deux tiers des sièges à la Diète. Ce compromis servira d'exemple pour les mouvements contestataires des pays socialistes qui conduiront à la chute du mur de Berlin (9 novembre 1989).

### Président de la République

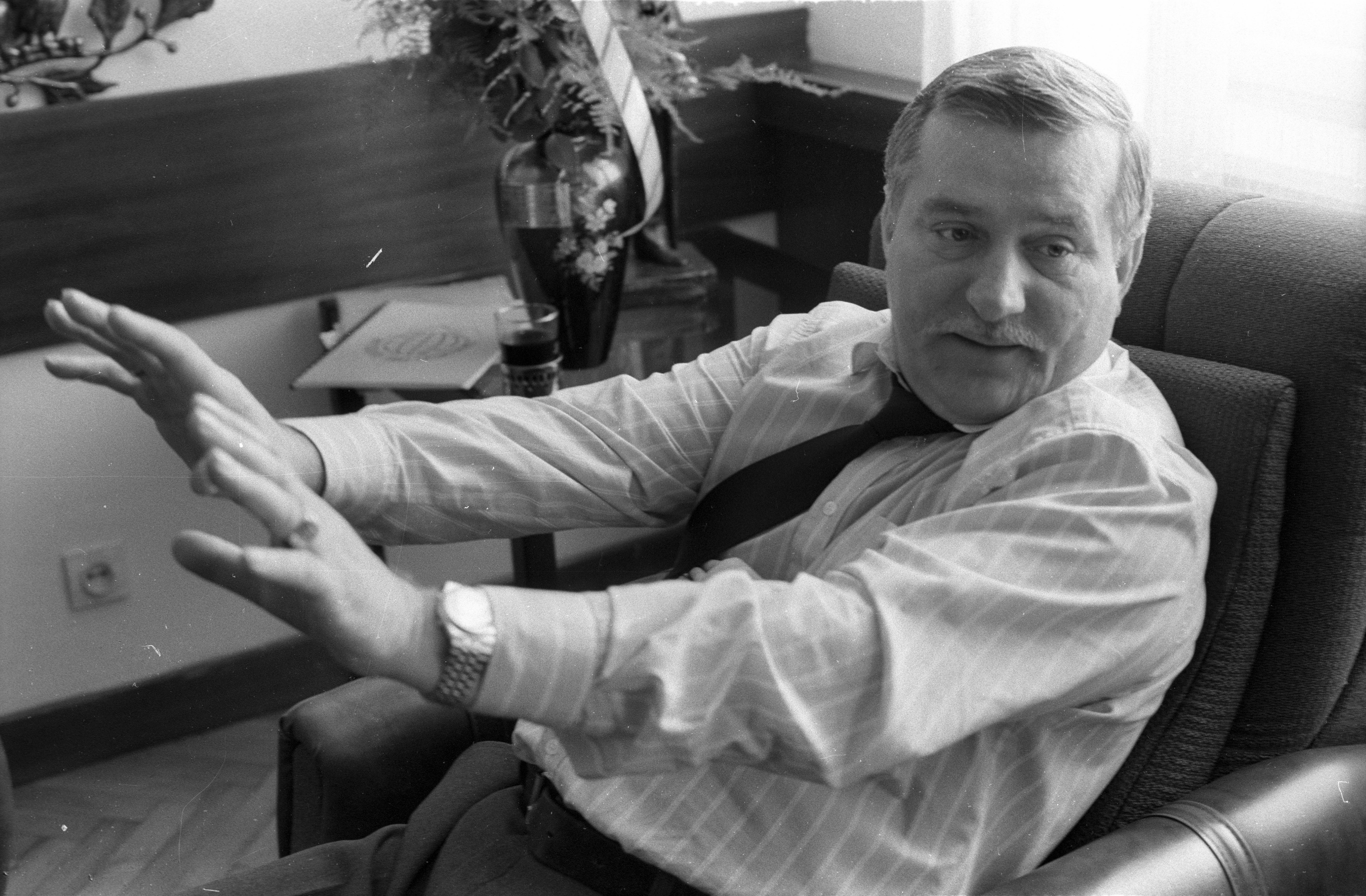
Lech Wałęsa en 1990.

Lech Wałęsa brigue la présidence de la république de Pologne lors des élections libres de 1990. La National Endowment for Democracy, organisme fondé par l’administration Reagan pour soutenir les activités des militants anticommunistes d'Europe de l'Est, octroie 2,5 millions de dollars à sa campagne électorale. Arrivé en tête du premier tour, il l'emporte largement au second, réunissant 74,25 % des voix face à l'homme d'affaires Stanisław Tymiński.
Investi président de la République le 22 décembre 1990, il permet la transition vers une véritable démocratie en Pologne. Fervent catholique, il est particulièrement défendu par son compatriote, le pape Jean-Paul II. Il soutient la restriction du droit à l’avortement, autorisé et gratuit durant la période communiste. En outre, l’Église obtient la mise en place de cours de religion à l’école. Les cours d’éducation sexuelle, instaurés en 1973, sont supprimés et remplacés par des cours sur la « vie de famille » dispensés par des prêtres.
Candidat à sa réélection en novembre 1995, Lech Wałęsa est battu par Aleksander Kwaśniewski, jeune candidat du Parti social-démocrate de Pologne et ancien ministre communiste, qui obtient 51,72 % des suffrages au second tour. De nombreux électeurs polonais reprochaient au président sortant son trop grand conservatisme moral, l'importante place de l'Église catholique dans la vie politique et surtout la mise en place de politiques économiques de rigueur, jugées néolibérales et contraires à son programme de campagne. Sa rupture avec ses anciens alliés de Solidarność et l'instabilité gouvernementale durant son mandat sont également considérées comme des facteurs de son échec.

### Après la présidence
Il se représente à l'élection présidentielle de 2000, mais ne recueille que 1,01 % des voix. À la suite de sa défaite aux élections présidentielle et législatives de 2000, il annonce son retrait de la vie politique.

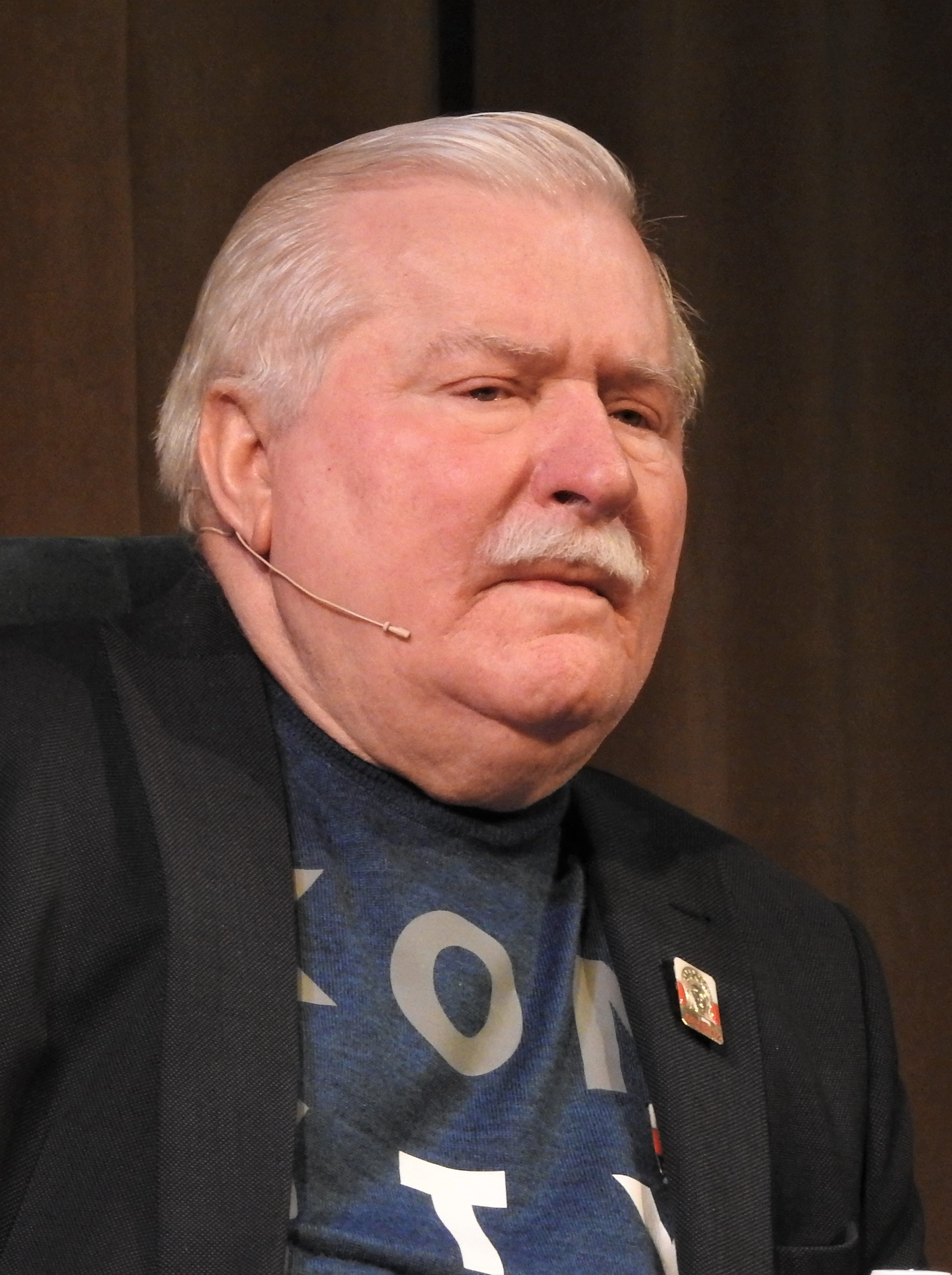
Lech Wałęsa en 2019.

Lech Wałęsa cesse d'être membre du syndicat Solidarność à compter d'août 2006, mais continue à représenter officiellement ou officieusement la Pologne et l'UE lors de cérémonies (mort de Boris Eltsine) ou d'événements politiques (crise ukrainienne). Il reste considéré, aux côtés de Jean-Paul II, comme le libérateur de la Pologne du joug communiste. Le 9 novembre 2009, lors des commémorations du vingtième anniversaire de la chute du mur de Berlin, il renverse le premier domino d'une chaîne symbolisant le mur de la honte, installée à l'emplacement du mur.
Il entretient des relations extrêmement tendues avec Lech Kaczyński (PiS), son ancien collaborateur lors de son accession à la tête de l'État, lui-même élu président de la République en 2005. À l'occasion des élections européennes de 2009, Lech Wałęsa apporte son soutien à la Plate-forme civique (PO) au pouvoir, et s'exprime à la convention de Libertas, parti politique européen à tendance souverainiste. Lors de l'entre-deux tours de l'élection présidentielle de 2010, qui fait suite à la mort de Lech Kaczyński dans l'avion s'étant écrasé à Smolensk, Lech Wałęsa prend publiquement position contre le candidat conservateur Jarosław Kaczyński, frère jumeau du défunt président, qu'il considère comme un « malheur ». Il appelle explicitement les électeurs polonais à voter pour Bronisław Komorowski.
Il est accusé par deux historiens, en 2008, d'avoir signé, dans les années 1970, une déclaration de collaboration avec la police politique communiste. Lech Wałęsa reconnaît avoir signé « un papier » après l'une de ses interpellations, mais réfute toute accusation de collaboration avec la SB. Il a d'ailleurs été blanchi de ces accusations par la justice, en 2000.
En 2008, il fait l'objet d'une pose d'endoprothèse coronaire et de l'implantation d'un stimulateur cardiaque au Houston Methodist Hospital de Houston, au Texas.
En novembre 2010, Lech Wałęsa se propose, avec d'autres lauréats du prix Nobel, de représenter le prix Nobel 2010, Liu Xiaobo, emprisonné en Chine, aux cérémonies officielles de la remise du prix à Oslo.
Il s'oppose à la tenue d’une élection présidentielle en mai 2020, en pleine pandémie de Covid-19,.
En novembre 2023, il fait condamner l'État polonais devant la Cour européenne des droits de l'homme, après s'être plaint d'une procédure inéquitable. Dans l'affaire concernée, une chambre de la Cour suprême avait cassé un procès qu'il avait remporté au sujet de sa collaboration alléguée avec les services secrets.

### Famille
Le 8 novembre 1969, Lech Wałęsa épouse Mirosława Danuta Gołoś qui travaille dans un magasin de fleurs près du chantier naval de Lénine. Peu après leur mariage, elle utilise son deuxième prénom plus souvent que le premier, à la demande de Lech Wałęsa. Le couple a huit enfants : Bogdan (né en 1970), Sławomir (né en 1972), Przemysław (1974-2017), Jarosław (né en 1976), Magdalena (née en 1979), Anna (née en 1980), Maria-Wiktoria (née en 1982), et Brygida (née en 1985) ; Anna dirige le bureau de son père à Gdańsk à partir de 2016 et Jarosław est député.

## Distinctions
Lech Wałęsa est, en tant qu'ancien président de la République, grand-croix des ordres polonais de l'Aigle blanc, Polonia restituta et du Mérite. Il a également été décoré des ordres étrangers suivants :
- Grand-croix de la Légion d'honneur
- Chevalier grand-croix de l'ordre du Bain du Royaume-Uni
- Grand cordon de l'ordre de Léopold
- Grand-croix avec collier de l'ordre de l'Infant Dom Henri
- Médaille présidentielle de la Liberté
- Grand-croix, 1re classe de l'ordre du Mérite

### Honneurs
En 1983, Lech Wałęsa reçoit le titre honorifique de Docteur honoris causa de l'Université Paris-VIII-Vincennes-Saint-Denis.

## Ouvrages
- Un chemin d'espoir, Fayard, 1987 (autobiographie)
- Les Chemins de la vérité, L'Archipel, 2010.

### Filmographie
- 1981 : Solidarnosc, documentaire de Serge Poljinsky
- 2012 : Wałęsa d'Andrzej Wajda